# Vic Fuentes
Victor Vincent "Vic" Fuentes (San Diego, California, Estados Unidos, 10 de febrero de 1983) es un músico y cantante estadounidense de ascendencia mexicana, principalmente conocido por ser vocalista y guitarrista de la banda post-hardcore Pierce the Veil, junto a su hermano Mike y sus compañeros Tony Perry y Jaime Preciado.

## Biografía

### Primeros años
Fuentes nació el 10 de febrero de 1983 en la ciudad de San Diego, California, hijo de Vivian y Victor Gamboa Fuentes, un exmúsico de jazz mexicano que actualmente trabaja como pintor. Tiene un hermano menor, Mike, dos medio hermanos, David y Frank, y una media hermana, Debbie, todos ellos frutos del primer matrimonio de su madre. Es pariente del también músico Nick Martin, actual guitarrista de la banda Sleeping with Sirens.
Fuentes aprendió a tocar la guitarra a la edad de siete años, y asistió a la Universidad Estatal de San Diego para estudiar diseño gráfico, pero la abandonó poco después de que su banda de ese momento, Before Today, firmara un contrato con la discográfica Equal Vision Records. Fuentes escribió la canción A Match Into Water para el tercer álbum de Pierce the Veil, Collide with the Sky, debido a que su exnovia sufría de cáncer de mama. Es buen amigo de Curtis Peoples, coautor del sencillo King for a Day. Fuentes y Peoples tocaron juntos en una banda llamada 3 Simple Words durante la secundaria.

### Carrera
En la secundaria, Fuentes tocó en una banda de punk local llamada 3 Simple Words, junto a su amigo Curtis Peoples. En 1998, formó una banda llamada Early Times con su hermano menor Mike. Sin embargo, después de lanzar tres EPs, la banda se vio obligada a cambiar de nombre debido a una violación de derechos de autor. El grupo cambió su nombre por el de Before Today. Después de firmar un contrato con la discográfica Equal Vision Records, la banda lanzó su único álbum, A Celebration of an Ending, en 2004, antes de separarse dos años más tarde.
En 2006, los hermanos Fuentes formaron una banda llamada Pierce the Veil. El bajista Jaime Preciado y el guitarrista Tony Perry se integraron a la banda un año más tarde, en 2007. Pierce the Veil lanzó su disco debut A Flair for the Dramatic en enero de ese mismo año. La banda lanzó dos álbumes más, Selfish Machines (2010) y Collide with the Sky (2012), y realizó una serie de giras mundiales en América del Norte, América del Sur, Australia, Asia y Europa. También han tocado en grandes festivales de música como Rock am Ring and Rock im Park, los festivales de Reading y de Leeds, Warped Tour, Soundwave Festival y el Slam Dunk Festival. La banda compartió escenario con bandas como Bring Me the Horizon, All Time Low, Sleeping with Sirens, Tonight Alive y A Day to Remember. Junto a su hermano Mike, Fuentes estuvo involucrado en el súper grupo musical, Isles & Glaciers. Después de tocar en un show en 2009 y lanzar un EP en 2010, la banda se separó. Fuentes también fue guitarrista en una gira de la banda, Cinematic Sunrise.

### Compositor
Fuentes ha escrito numerosas canciones, y ha dicho que no tiene un concepto para escribirlas, sino que se inspira por situaciones familiares, experiencias personales, relaciones en gira y amigos. También hay canciones que escribió inspirado por fanes, tales como Bulls in the Bronx, del álbum Collide with the Sky, la cual fue escrita tras el suicidio de la adolescente Olivia Penpraze en abril de 2012 debido al acoso escolar. Penpraze era fan de la banda, y sus amigos escribieron una carta a la banda contándoles lo que sucedió.
La canción I Don't Care If You Are Contagious, también fue inspirada por una fan. La banda explicó en una entrevista con  Alternative Press que una muchacha se contactó con ellos mediante una carta, escribiendo que su novio había muerto en un accidente de coche. Fuentes escribió la canción como un regalo para la joven. A su vez, la canción Million Dollar Houses (The Painter), fue dedicada a los padres de Fuentes.

## Discografía
Early Times/Before Today
- No Turning Back (Independiente, 2001)
- Untlited (EP, Independiente, 2002)
- Roots Beneath Ideals (EP, Independiente, 2002)
- A Celebration of an Ending (Equal Vision Records, 2004)

Pierce the Veil
- A Flair for the Dramatic (Equal Vision Records, 2007)
- Selfish Machines (Equal Vision Records, 2010)
- Collide with the Sky (Fearless Records, 2012)
- Misadventures (Fearless Records, 2016)
- The Jaws of Life (Fearless Records, 2023)

Isles & Glaciers
- The Hearts of Lonely People (Rise Records/Equal Vision Records, 2010)

Apariciones
- Aviation (Misdelphia, The City, The Circus EP, 2009)
- Love Is a Cat from Hell (Chiodos, Illuminaudio, 2010)
- Aparece en el vídeo de All I Want (A Day To Remember, 2011)
- Somebody That I Used to Know (Mayday Parade, Punk Goes Pop 5, 2012)
- Within Me (César Álvarez, The Distance Decade, 2012)
- A Love Like War (All Time Low, Don't Panic: It's Longer Now, 2013)
- Starving for Friends (Slaves, Through Art We Are All Equals, 2014)
- Sad News in a Quiet Room (Keyes, Wandermere EP, 2014)